# 紅色硫黄細菌
紅色硫黄細菌（こうしょくいおうさいきん）は光合成細菌の一群で、赤色ないし褐色を呈する紅色細菌のうち、硫黄などの無機物を電子供与体として用いるものの総称である。嫌気性ないし微好気性で、硫黄泉や停滞水などに見られる。植物や藻類の光合成では、電子供与体として水を使うので酸素が生じるが、紅色硫黄細菌では水ではなく硫化水素を使うため単体の硫黄粒が生じる。この硫黄粒はさらに酸化されて硫酸を生じることもある。
また、クロロフィルを持たない。
分類学上はガンマプロテオバクテリア綱クロマチウム目（Chromatiales）に所属させ、クロマチウム科とエクトチオロドスピラ科の2科に分類する。両者は内膜の構造に差があり、クロマチウム科では硫黄粒が細胞内に生じるのに対し、エクトチオロドスピラ科では細胞外に生じる。クロマチウム目にはもう1つハロチオバシラス科があるが、ここには光合成をしないHalothiobacillus属のみが含まれている。
たいていは鞭毛を持ち運動性があるが、ガス胞によって浮遊するもの、完全に運動性を持たないものもある。全ての紅色硫黄細菌は光合成独立栄養性であるが、光合成従属栄養、化学合成独立栄養、化学合成従属栄養で生育できる種もある。
紅色硫黄細菌は、一般に湖や硫黄泉などの硫化水素が蓄積した水環境の、光の当たる無酸素域に見出される。地球化学的または生物学的に生じた硫化水素が引き金となって紅色硫黄細菌による水の華が生じることもある。
紅色硫黄細菌が増殖するのに最も適した湖は、底層に密度の高い水（塩水など）、表層に密度の低い水（淡水など）が成層した部分循環湖と呼ばれるものである。もし充分な量の硫酸塩があれば、湖底の堆積物の中で硫化物が生じ、無酸素状態の底層水へと拡散してゆき、そこで紅色硫黄細菌が大増殖することで水の華が生じる。このときたいていは緑色光合成細菌も付随している。